# Giavera del Montello
Giavera del Montello (Jàvara o Jàvera in veneto) è un comune italiano di 5 089 abitanti della provincia di Treviso in Veneto.

## Origini del nome
Il nome Giavera è chiaramente legato all'omonimo corso d'acqua. A sua volta, l'idronimo deriverebbe dal latino glaber "liscio" o altrimenti "mondo", in riferimento alle terre attraversate o alle sue acque.

## Storia
I primi insediamenti umani nel territorio di Giavera risalgono ai tempi dell'Uomo di Neanderthal, come testimoniano reperti litici e uno scheletro umano risalente a 40.000 anni fa sepolto nella grotta del Bo' de Pavei. La zona fu poi abitata dai sapiens sapiens, con arrivi di popolazioni da est, che si sono miscelati con i residenti cacciatori-raccoglitori, che arrivarono in Italia ad ondate nei secoli e millenni, apportando nuove migliorie di conoscenze tecniche e di linguaggio, visto che l'evoluzione arrivò sempre dal medio oriente ed Africa del nord-est, che da sempre è stato il fulcro dei miglioramenti, in quanto la fascia climatica lo permetteva.
Poi, dopo il periodo del neolitico, gli antichi veneti erano presenti in tutto il Triveneto, anche se con le differenze dovute all'orografia e clima relativo. Villaggi erano molto rari e molto piccoli. Un aumento della popolazione si ebbe attorno al 1600 a.C., come lo fu per il medio oriente. La via dell'ambra, con i commerci dagli stati del nord, ne certifica gli scambi e quindi i passaggi fra i sentieri principali, anche se la popolazione era ancora molto rada. In pianura successivamente si sviluppò la civiltà delle Terremare e dei palafitticoli, dove alcuni villaggi raggiungevano più di 1.000 abitanti e dove si sono trovate alcune ceramiche di epoca micenea, se non minoica.
Questa popolazione ebbe una crisi numerica molto forte, con un periodo climatico freddo e piovoso-umido, che determinò il trasferimento della popolazione di pianura, verso le alture. I fiumi più importanti subirono tutti deviazioni degli alvei.

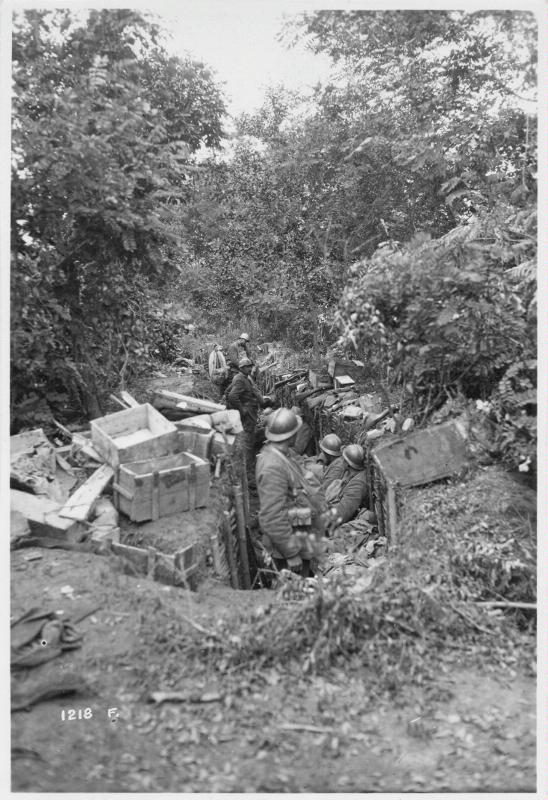
Trincea dell'estate 1918, a Giavera del Montello

Dalla fine del X secolo avanti Cristo, con un'altra delle tante migrazioni da est, arrivati dai passi del Friuli, si formò la popolazione dei Veneti, oggi denominati Venetkens, che per la prima volta si diffusero in tutto il territorio, che era totalmente forestato, formando piccoli villaggi, a diversa tipologia abitativa, a seconda dell'orografia del territorio. Tutti comunque erano lungo il corso di un fiume o torrente, dove l'acqua era il bene primario.
Attorno al 270/250 a.C. il mondo latino cominciò ad affacciarsi con i primi commerci che arrivano dal mare, visto che i territori venetici furono invasi dai celto-galli, distruggendo l'avanzamento culturale portato dagli Etruschi che venivano dal sud padano, come dagli empori commerciali greci, etruschi e venetici insieme di Spina ed Adria, con le cittadine di Padova, Este, Oderzo, Mantova, Verona, Vicenza, Treviso, e altri centri minori, fra cui Aquileja, da cui iniziò la costruzione della prima grande centuriazione agraria romana nel 181 a.C., e da cui partì la prima strada consolare Postumia e che aveva direzione Genova, passando fra la strada de Veneti che era pedemontana e la pianura media troppo adacquata, del 143 a.C.

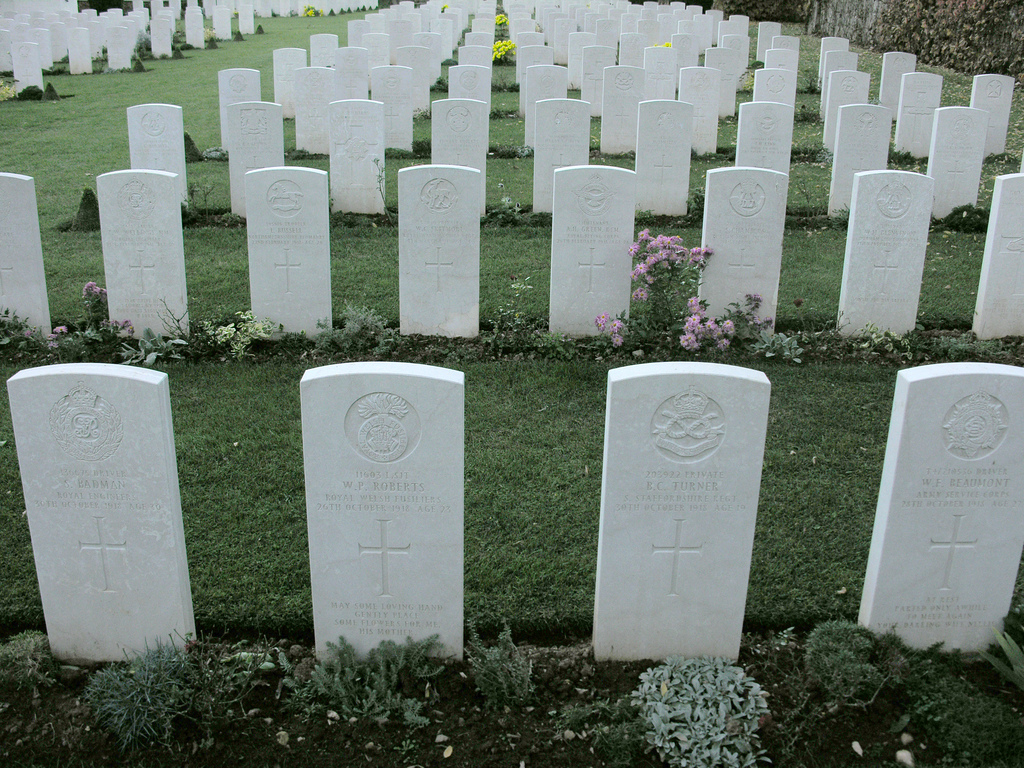
Il cimitero inglese.

Nel medioevo fu feudo dei Collalto per poi passare definitivamente alla Serenissima sul finire del XIV secolo. L'area fu particolarmente importante per la Repubblica in quanto dal bosco del Montello provenivano i pregiati roveri che rifornivano l'Arsenale.
Durante la Grande Guerra, Giavera si ritrovò in prossimità del fronte del Piave e fu sconvolta dalla battaglia del Solstizio, che si svolse presso la Valle dei Morti, a Santi Angeli.

### Simboli
Lo stemma comunale e il gonfalone sono stati concessi con decreto del presidente della Repubblica del 5 luglio 1964.
Il gonfalone è un drappo di rosso.

## Monumenti e luoghi d'interesse

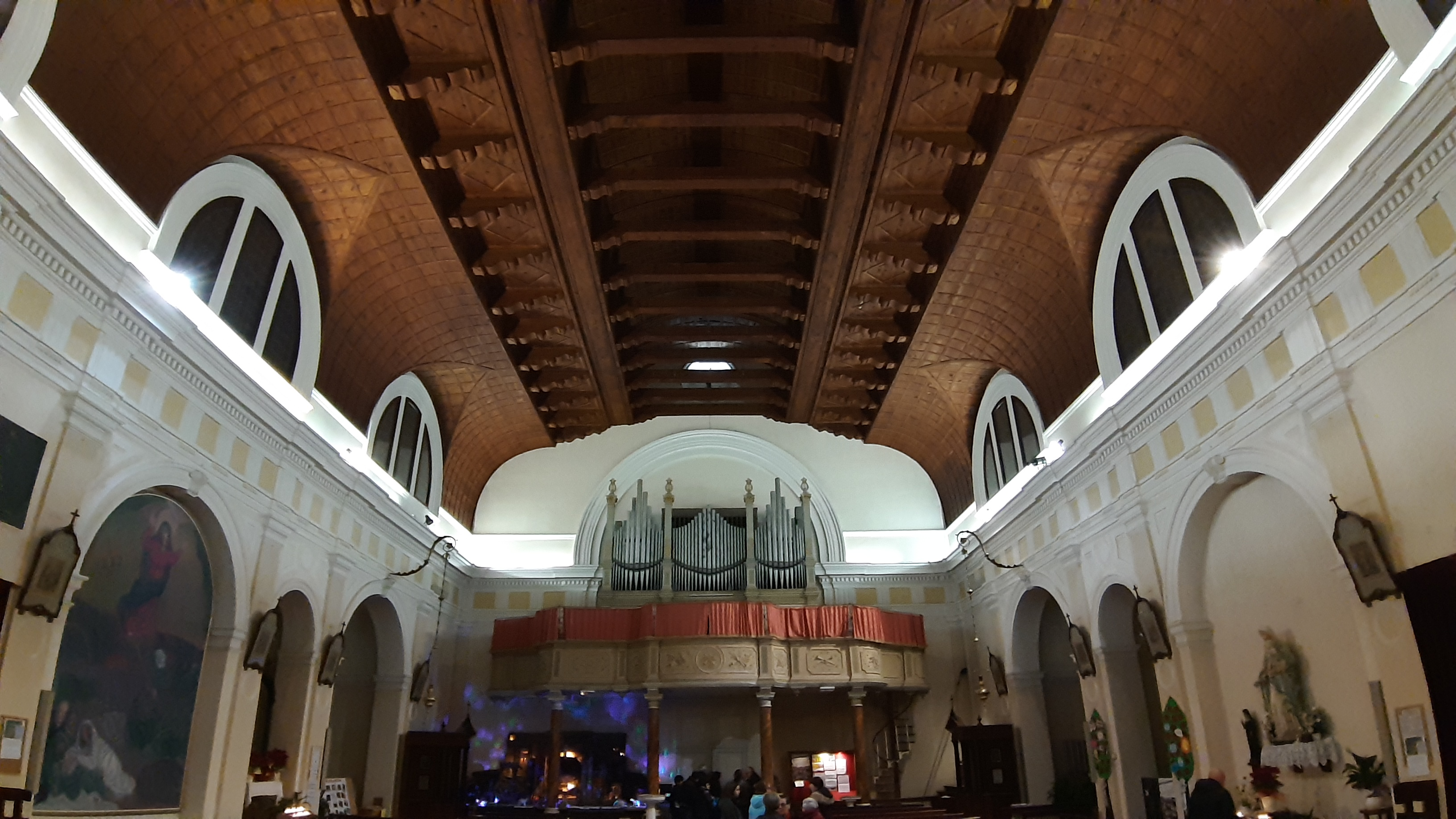
L'interno della chiesa di Santa Maria Assunta, a Cusignana

- Casa Serena sulla presa n° 10 del Montello, nel corso della Grande Guerra fu un caposaldo italiano all'estremità occidentale della 'Linea della Corda', sulla quale si infranse l'urto austriaco nelle prime giornate della Battaglia del Solstizio (15-23 giugno 1918).
- Casa Cattai, prese nome dall’omonima famiglia che servì il parroco di Cusignana.
- Giavera British Cemetery, il cimitero militare inglese, completato nel 1921, adiacente al cimitero comunale.

### Ville venete
Di seguito è riportato un elenco delle ville venete presenti sul territorio comunale di Giavera:
- Villa Letizia Wassermann[8]
- Villa Manin Morassi detta La Provvederia
- Villa Rinaldi
- Villa Tiretta Agostini
- Villa Zanatta Vianello Uria Polles Corletto

## Società

### Evoluzione demografica
Abitanti censiti

### Etnie e minoranze straniere
Al 31 dicembre 2023 gli stranieri residenti nel comune erano 386, ovvero il 7,5% della popolazione. Di seguito sono riportati i gruppi più consistenti:
1. Romania 110
2. Marocco 59
3. Albania 34
4. Cina 23
5. Kosovo 17

## Geografia antropica

### Frazioni

#### Cusignana
Si trova a sud del capoluogo comunale, oltre il rilevato della ferrovia Montebelluna – Susegana e San Rocco di Cusignana un tempo nota come Cusignana Bassa, il nome attuale si riferisce alla chiesetta di San Rocco, eretta nel 1868.

#### Santi Angeli
Si tratta di una piccola borgata sorta sul versante settentrionale del Montello, lungo la presa VIII. È condiviso tra i comuni di Nervesa della Battaglia e Volpago del Montello.

## Economia
Il settore primario è specializzato nella produzione di funghi, miele e soprattutto vino (Prosecco Doc, Asolo Prosecco Docg, Pinot Grigio, Chardonnay, Merlot e Cabernet).
Attivo l'allevamento di bestiame destinato alla produzione di latte (Latteria Montello) e dei formaggi con un'azienda importante presente nel territorio la Nonno Nanni. Nel giardino dello stabilimento di Giavera del Montello è stata realizzata una statua che rappresentasse il lavoro della famiglia Lazzarin con l’immagine del latte in movimento, come una goccia che scende e poi risale su e nella primavera del 2012 venne acquistata la pietra bianca del Cansiglio sulla quale venne poi scolpita l’evoluzione del latte.
Le altre attività industriali riguardano la produzione di mobili, calzature, abbigliamento sportivo e prodotti alimentari. Fiorente l'artigianato: oltre 170 aziende attive in vari settori (carpenteria, edilizia, lavorazione metallica). Assai presente anche la ristorazione.

## Amministrazione
| Periodo        | Periodo        | Primo cittadino   | Partito                        | Carica  | Note   |
| -------------- | -------------- | ----------------- | ------------------------------ | ------- | ------ |
| 26 agosto 1985 | 6 agosto 1990  | Maurizio Cavallin | Democrazia Cristiana           | Sindaco | [ 14 ] |
| 6 agosto 1990  | 24 aprile 1995 | Maurizio Cavallin | Democrazia Cristiana           | Sindaco | [ 15 ] |
| 24 aprile 1995 | 14 giugno 1999 | Pietro Zanatta    | lista civica (centro-sinistra) | Sindaco | [ 16 ] |
| 14 giugno 1999 | 14 giugno 2004 | Pietro Zanatta    | lista civica (centro-sinistra) | Sindaco | [ 17 ] |
| 14 giugno 2004 | 8 giugno 2009  | Fausto Gottardo   | lista civica (centro-sinistra) | Sindaco | [ 17 ] |
| 8 giugno 2009  | 26 maggio 2014 | Fausto Gottardo   | lista civica (centro-sinistra) | Sindaco | [ 18 ] |
| 26 maggio 2014 | 27 maggio 2019 | Maurizio Cavallin | lista civica (centro-destra)   | Sindaco | [ 19 ] |
| 27 maggio 2019 | in carica      | Maurizio Cavallin | lista civica (Centro)          | Sindaco |        |

### Altre informazioni amministrative
Il comune è stato costituito nel 1960 riunendo le frazioni di Giavera del Montello, Cusignana e Santi Angeli staccate dal comune di Arcade.

## Sport
Nel 1985 a Giavera del Montello furono tenuti i campionati del mondo di ciclismo su strada vinto da Joop Zoetemelk. La gara si svolse lungo la strada principale, via Schiavonesca.
La principale squadra di calcio della città è Giavera Calcio che milita nel girone Q trevisano di 2ª Categoria.